# Бортников Ігор Анатолійович
Ігор Анатолійович Бортников (рос. Игорь Анатольевич Бортников; 8 червня 1989, м. Леніногорськ, СРСР) — російський хокеїст, нападник. Виступає за «Югра» (Ханти-Мансійськ) у Континентальній хокейній лізі.
Вихованець хокейної школи «Нафтохімік» (Нижньокамськ). Виступав за «Нафтохімік-2» (Нижньокамськ), «Нафтохімік» (Нижньокамськ), «Нафтовик» (Леніногорськ), «Реактор» (Нижньокамськ), «Аріада-Акпарс» (Волжськ), «Іжсталь» (Іжевськ), «Дизель» (Пенза), «Адмірал» (Владивосток).